# Стрітмен (Техас)
Стрітмен (англ. Streetman) — місто (англ. town) в США, в округах Фристоун і Наварро штату Техас. Населення — 248 осіб (2020).

## Географія
Стрітмен розташований за координатами 31°52′33″ пн. ш. 96°19′27″ зх. д. / 31.87583° пн. ш. 96.32417° зх. д. (31.875927, -96.324047).  За даними Бюро перепису населення США в 2010 році місто мало площу 1,25 км², з яких 1,24 км² — суходіл та 0,01 км² — водойми. В 2017 році площа становила 3,64 км², з яких 3,63 км² — суходіл та 0,01 км² — водойми.

## Демографія
Згідно з переписом 2010 року, у місті мешкало 247 осіб у 105 домогосподарствах у складі 67 родин. Густота населення становила 198 осіб/км².  Було 140 помешкань (112/км²).
Расовий склад населення:
| - 78,1 % — білих - 13,8 % — чорних або афроамериканців - 2,4 % — азіатів - 2,0 % — корінних американців - 2,4 % — осіб інших рас |

До двох чи більше рас належало 1,2 %. Частка іспаномовних становила 5,7 % від усіх жителів.
За віковим діапазоном населення розподілялося таким чином: 23,5 % — особи молодші 18 років, 50,6 % — особи у віці 18—64 років, 25,9 % — особи у віці 65 років та старші. Медіана віку мешканця становила 45,8 року. На 100 осіб жіночої статі у місті припадало 84,3 чоловіків;  на 100 жінок у віці від 18 років та старших — 81,7 чоловіків також старших 18 років.
Середній дохід на одне домашнє господарство  становив 61 974 долари США (медіана — 56 250), а середній дохід на одну сім'ю — 69 616 доларів (медіана — 63 750). За межею бідності перебувало 9,8 % осіб, у тому числі 14,5 % дітей у віці до 18 років та 20,5 % осіб у віці 65 років та старших.
Цивільне працевлаштоване населення становило 115 осіб. Основні галузі зайнятості: виробництво — 20,9 %, мистецтво, розваги та відпочинок — 11,3 %, освіта, охорона здоров'я та соціальна допомога — 11,3 %.